# Hydroides sanctaecrucis
Hydroides sanctaecrucis är en ringmaskart som beskrevs av Kroeyer in Mörch 1863. Hydroides sanctaecrucis ingår i släktet Hydroides och familjen Serpulidae.
Artens utbredningsområde är Mexikanska golfen. Inga underarter finns listade i Catalogue of Life.